# Serguei Osadchi
Serguei Osadchi –en ruso, Сергей Осадчий– (2 de junio de 1963) es un deportista ucraniano que compitió para la Unión Soviética en piragüismo en la modalidad de aguas tranquilas. Ganó dos medallas en el Campeonato Mundial de Piragüismo: plata en 1983 en la prueba de C2 500 m, y bronce en 1993 en la prueba de C4 1000 m.

## Palmarés internacional
| Representando a la URSS |                        |                   |           |
| Campeonato Mundial      |                        |                   |           |
| Año                     | Lugar                  | Medalla           | Evento    |
| 1983                    | Tampere (Finlandia)    | Medalla de plata  | C2 500 m  |
| Representando a Ucrania |                        |                   |           |
| Campeonato Mundial      |                        |                   |           |
| Año                     | Lugar                  | Medalla           | Evento    |
| 1993                    | Copenhague (Dinamarca) | Medalla de bronce | C4 1000 m |